# Ивановское (п/о Починок-Болотово)
В Арефинском сельском поселении есть три деревни с таким названием. Наиболее крупная из них Ивановское (38 км), находится вблизи центра сельского поселения Арефино, Ивановское (46 км) находится в южной части поселения и обслуживается почтовым отделением Ананьино. Эта статья о деревне, расположенной в северо-восточной части поселения и обслуживаемого п/о Починок-Болотово.
Ивановское (в документах администрации для отличия других деревень с таким же названием — Ивановское (53 км)) — деревня Арефинского сельского поселения Рыбинского района Ярославской области .
Деревня стоит на правом высоком, выше 20 м берегу реки Ухра, выше по течению и к юго-востоку от центра сельского поселения села Арефино, на расстоянии 7 км по прямой. Деревня стоит на мысу, образовавшемся берегом Ухры и протекающим к западу от Ивановского ручьём, образующим при впадении в Ухру глубокий овраг. Через Ивановское вниз по правому берегу проходит дорога, связывающая деревню с центром сельского поселения. Ближайшая в этом направлении деревня Тимошино удалена на 600 м к западу, дорога к ней пересекает уже указанный безымянный ручей, длиной до 3 км, текущий на юг от южной окраины деревни Заднево. С восточной стороны, на расстоянии 1,3 км от Ивановского  располагается деревня Скоково. Между этими деревнями река Ухра имеет острый высокий мыс в южном направлении. На противоположном правом, таком же высоком берегу, ниже по течению находится устье ручья Пелевин. К северу от Ивановского расположен обширный незаселёный лесной массив в бассейне рек Восломка, Вогуй вплоть до долины реки Кештома. Единственный населённый пункт в этом краю — деревня Заднево .
Деревня Ивановское обозначена на плане Генерального межевания Рыбинского уезда 1792 года.
На 1 января 2007 года в деревне Ивановское не числилось постоянных жителей . Деревню обслуживает почтовое отделение, расположенное в деревне Починок–Болотово .